# ژرژ بیرو
ژرژ بیرو (فرانسوی: Georges Bayrou‎; ۲۱ دسامبر ۱۸۸۳ – ۵ دسامبر ۱۹۵۳) بازیکن فوتبال اهل فرانسه بود.
وی همچنین در تیم ملی فوتبال فرانسه بازی کرده‌است.